# Per-Vari Kerloc'h
Per-Vari Kerloc'h est un écrivain brittophone, né en 1952 à Douarnenez. Il est, depuis 2008, Grand Druide de Bretagne sous le nom bardique de Morgan.

## Parcours professionnel
Il est cadre retraité de La Poste, dans laquelle il a exercé des responsabilités syndicales au niveau régional et national.

## Écrivain et chanteur brittophone
Brittophone de naissance, il a donné des nombreux articles, poèmes  et nouvelles aux revues littéraires ou politiques en breton (Brud Nevez, Al Lanv). Il écrit aussi des chansons, paroles et musique, qu'il interprète lui-même. Grâce à ces travaux littéraires, il a pu être admis à la Gorsedd de Bretagne. Il est aussi un locuteur du cornique, une langue très proche du breton, parlée en Cornouailles britannique.

## Grand Druide de Bretagne
En février 2008, il a pris la succession, comme Grand Druide de Bretagne, de Gwenc'hlan Le Scouézec,. En août 2008, il a été reçu officiellement par la Gorsedd des bardes de l'Île de Bretagne, pendant l'Eisteddfod tenue à Cardiff.
Créée en 1899, la Fraternité des Druides, Bardes et Ovates de Bretagne ayant perdu une partie de sa substance, il souhaite œuvrer à son relèvement et à son rajeunissement en réinvestissant le domaine culturel qui était privilégié, lors des premières années. Le premier effet de cette ambition a été la création d'un site Internet. Par la suite, tout en maintenant ses célébrations traditionnelles fondées sur la succession des saisons, il lui donne un caractère humaniste et environnemental en veillant à rejeter les tentatives d'entrisme identitaire,.

## Œuvres
- E kreiz Breizh ha reizh. Poèmes et chansons en breton.